# Барановичи
Барановичи (на беларуски: Баранавічы; на руски: Барановичи) е град в Беларус, административен център на Барановичски район, Брестка област. Населението на града през 2010 година е 169 240 души.

## История
За пръв път се споменава през 1706 като частна собственост на рода Розвадовски. През 1870-те става важен железопътен възел на пресичането на линиите Варшава-Москва и Вилнюс-Лвов, като към края на века вече има близо 5000 жители, половината от тях евреи.
След Първата световна война градът става част от Полша. Към 1921 населението му вече е около 11 000 души, 2/3 от тях евреи, останалите главно беларуси, поляци и руснаци. Барановичи започва бързо да се разраства и се превръща във важен търговски и промишлен център, както и седалище на голям военен гарнизон. Поради нарастващата му важност, през 1938 е открит местен клон на Полското радио.
След подялбата на Полша през 1939 Барановичи е окупиран от Съветския съюз и в града пристигат около 3000 еврейски бежанци от окупираните от Германия територии. Градът е превзет от немците на 25 юни 1941, в началото на операция Барбароса. През август същата година в покрайнините на града е създадено гето, в което са затворени над 12 000 души. Между 4 март и 14 декември 1942 цялото еврейско население на гетото е изпратено в различни германски концентрационни лагери. Едва около 250 души оцеляват до края на войната.
Градът е превзет от Червената армия на 6 юли 1944 и след войната става част от Белоруската ССР. През 1991 влиза в състава на независима Беларус.

## Побратимени градове
- Йелгава, Латвия
- Карлово, България